# Jorge Alcalde
Jorge Luis Félix Alcalde Millos (Callao, 5 de diciembre de 1911-Lima, 25 de junio de 1990) fue un futbolista peruano, más conocido como Campolo. Es considerado uno de los grandes delanteros de la historia del fútbol peruano e ídolo del club Sport Boys del Callao. Jugó en el Perú, Uruguay y Argentina. Sus padres fueron Pedro Alejandrino Alcalde y Catalina Natalia Millos.
Fue uno de los grandes delanteros de la historia del fútbol peruano. Era un atacante con un gran calidad técnica y elegancia en sus movimientos, muchos lo describían como una combinación entre el juego pícaro de Alejandro Villanueva y la contundencia goleadora de Lolo Fernández. Incluso fue nominado al Balón de Oro Global por la FIFA en 1939.
Comenzó a destacar en los años treinta con Sport Boys convirtiéndose en su primer gran ídolo y en 1939 fue transferido a River Plate. Allí jugó con algunos de los mejores jugadores del mundo como José Manuel Moreno y Adolfo Pedernera, dejando un grato recuerdo en aquel club, aunque su historia en Argentina se vio algo más vinculada con Banfield, club al que llegó en 1942 y por el que jugó cuatro temporadas. Luego tuvo un breve paso por Talleres (RE). Es el futbolista peruano con mayor cantidad de goles en la historia de la primera división de Argentina con cincuenta goles. 
 Luego también pasó por Uruguay y regresó al Perú para jugar con Deportivo Municipal, Universitario y finalmente, retirarse con el club que lo vio nacer, Sport Boys. 
Con la selección peruana tuvo extraordinarias performances en los Juegos Olímpicos de 1936; Juegos Bolivarianos de 1938, donde acabó como máximo goleador, y durante la conquista de la Copa América de 1939, donde fue titular en los cuatro partidos y en todos se hizo presente en el marcador. Terminó como el segundo goleador del torneo, igualado con el uruguayo Severino Varela y después de Lolo Fernández. Ese fue su último juego con la selección peruana pues después del torneo emigra al fútbol argentino y no volvió a vestir la camiseta nacional de su país con la que convirtió 13 goles en 15 partidos entre los años 1935 y 1939.

## Trayectoria
Jorge Alcalde en el colegio era el más alto de su clase, por lo que lo compararon con el boxeador argentino Victorio Campolo, conocido como el Gigante de Quilmes, quedándose con este apelativo. Hermano de Teodoro y Víctor Alcalde.
Crack morocho, nariz perfilada y pelo ensortijado, debutó en el fútbol profesional en 1933, jugando por el Sport Boys del Callao, club al que perteneció desde 1929, recién creado por Gualberto Lizárraga. Fue delantero y por su porte supo ganarse el respeto en esa difícil posición.
Su campaña futbolística, desde 1939 hasta 1946 la prolongó en River Plate de Buenos Aires al lado de José Manuel Moreno, Adolfo Pedernera y Luis María Rongo. Luego pasó a Banfield en donde jugó desde 1942 a 1945, sumando 160 partidos y posteriormente al Talleres de Remedios de Escalada. El Liverpool de Montevideo lo tuvo en calidad de préstamo por 16 partidos del campeonato de Uruguay.
De regreso en 1947, se incorpora al Deportivo Municipal. Fue contratado en 1948 por Universitario de Deportes, cuyo elenco era dirigido por Arturo Fernández. Obtuvo el campeonato (1949), faltando dos fechas para su finalización, junto con el legendario Teodoro Fernández y la figura emergente de Alberto Terry, regresando al equipo de sus amores, el Boys, con cuya casaquilla cerró su brillante ciclo. Desde entonces hasta 1953, jugó 89 partidos.
Junto con Manguera Villanueva y Lolo Fernández integró también el recordado seleccionado olímpico del 36, uno de los grandes combinados de una época destacada del fútbol peruano. Además fue Campeón Sudamericano de fútbol en 1939, anotando un gol ante Uruguay el cual culminó con victoria 2:1, siendo este el primer título internacional oficial para Perú. Los diarios El Callao y El Comercio lo consideraron el mejor jugador del Sudamericano de 1939.
Futbolísticamente, Campolo fue excepcional de juego técnico y elegante. Quizás más sobrio que Villanueva, pero igualmente maestro. Quizás con disparo menos potente que Lolo pero igualmente efectivo. Comparándolo con el mejor cabeceador que ha tenido el fútbol peruano Valeriano López también anotó goles de gran factura por alto. Sin la contundencia del Tanque de Casma —que «pateaba con la cabeza»— pero con una calidad incomparable: ya sea «peinando» o «colocando», anotó muchos y muy buenos goles.
En cifras, la trayectoria futbolística de Campolo Alcalde, desde 1929 hasta 1952, cuando culminó su carrera, se condensa en 701 partidos: 59 como juvenil, 42 en tercera y 31 partidos en el segundo equipo del Sport Boys. De 1933 a 1938, como integrante titular rosa se le contabilizaron unos 120 partidos locales y 42 internacionales. Además, reforzó en unas sesenta oportunidades a diversos equipos que requirieron de sus servicios. Vistiendo la casaquilla nacional sumó dieciocho encuentros oficiales.

## Selección nacional
Debutó con la selección del Perú en el Campeonato Sudamericano de 1935, con sólo 19 años. Un año después participó en el histórico equipo olímpico de Perú, que alcanzó las semifinales al vencer a Finlandia 7-3 y a Austria por 4-2, luego de la victoria sobre los austriacos la FIFA ordenó jugar un partido de revancha y sin espectadores, aduciendo irregularidades en el partido, provocando el rechazo y el retiro del equipo peruano. En aquel torneo anotó 1 gol contra Austria.
En 1938, ya más maduro integra el equipo peruano que conquista la medalla de oro de los Juegos Bolivarianos de Bogotá, anotando 3 goles en la victoria de 9 a 1 sobre Ecuador, 1 gol en el 4 a 2 a Colombia y 1 gol en el 3 a 0 a Bolivia, convirtiéndose en el máximo goleador del torneo. Con Perú gana el Campeonato Sudamericano de 1939, anotando 5 goles, de los cuales dos goles lo hizo ante Ecuador, uno ante Chile, uno ante Paraguay y en la fecha final abrió el marcador en la victoria 2-1 ante Uruguay que otorgó su primer título internacional oficial al seleccionado peruano. Acabando de esa manera el segundo goleador del torneo, después de Lolo Fernández. A partir de allí emigra al fútbol argentino y no volvería a vestir la camiseta de su país.
Falleció el 25 de junio de 1990 a los 78 años en el Callao. Estuvo casado con doña Clara Elena Zegarra Moscoso.

### Participaciones en Copas América
| Torneo            | Sede      | Resultado    | Encuentros | Goles | Media goleadora |
| ----------------- | --------- | ------------ | ---------- | ----- | --------------- |
| Sudamericano 1935 | Perú      | Tercer Lugar | 1          | 0     | 0.00            |
| Sudamericano 1937 | Argentina | Sexto Lugar  | 5          | 2     | 0.40            |
| Sudamericano 1939 | Perú      | Campeón      | 4          | 5     | 1.25            |
| Total             | Total     | Total        | 10         | 7     | 0.70            |

### Participaciones en Juegos Olímpicos
| Torneo                          | Sede     | Resultado        | Encuentros | Goles | Media goleadora |
| ------------------------------- | -------- | ---------------- | ---------- | ----- | --------------- |
| Juegos Olímpicos de Berlín 1936 | Alemania | Cuartos de Final | 2          | 1     | 0.5             |
| Total                           | Total    | Total            | 2          | 1     | 0.5             |

### Participaciones en Juegos Bolivarianos
| Torneo                      | Sede     | Resultado | Encuentros | Goles | Media goleadora |
| --------------------------- | -------- | --------- | ---------- | ----- | --------------- |
| Juegos Bolivarianos de 1938 | Colombia | Campeón   | 4          | 5     | 1.25            |
| Total                       | Total    | Total     | 4          | 5     | 1.25            |

## Clubes
| Equipo                    | Temporadas | Partidos | Goles | Promedio |
| ------------------------- | ---------- | -------- | ----- | -------- |
| Sport Boys                | 1933-1938  | 38       | 37    | 0.97     |
| River Plate               | 1939-1940  | 49       | 18    | 0.36     |
| Banfield                  | 1941-1945  | 58       | 29    | 0.51     |
| Talleres (RE)             | 1945       | 21       | 9     | 0.43     |
| Liverpool Fútbol Club     | 1946       | 16       | 8     | 0.50     |
| Deportivo Municipal       | 1947       | 20       | 16    | 0.80     |
| Universitario de Deportes | 1948-1951  | 37       | 28    | 0.76     |
| Sport Boys                | 1952       | 15       | 9     | 0.60     |
| Total                     | 1933-1952  | 254      | 154   | 0.60     |

### Resumen estadístico
| Competición       | Partidos | Goles | Promedio |
| ----------------- | -------- | ----- | -------- |
| Primera división  | 254      | 154   | 0.60     |
| Selección peruana | 15       | 13    | 0.87     |
| Total             | 269      | 167   | 0.62     |

## Palmarés

### Campeonatos nacionales
| Título           | Club          | País | Año  |
| ---------------- | ------------- | ---- | ---- |
| Primera división | Sport Boys    | Perú | 1935 |
| Primera división | Sport Boys    | Perú | 1937 |
| Primera división | Universitario | Perú | 1949 |

### Copas internacionales
| Título                  | Equipo             | Sede     | Año  |
| ----------------------- | ------------------ | -------- | ---- |
| Juegos Bolivarianos     | Selección del Perú | Colombia | 1938 |
| Campeonato Sudamericano | Selección del Perú | Perú     | 1939 |

### Distinciones individuales
| Distinción                                  | Año  |
| ------------------------------------------- | ---- |
| Goleador de la primera división del Perú    | 1935 |
| Goleador de la primera división del Perú    | 1938 |
| Goleador de los Juegos Bolivarianos         | 1938 |
| Nominado al Balón de Oro Global por la FIFA | 1939 |

## Homenajes
En su ciudad natal del Callao, hay un estadio que lleva el nombre en su honor: Estadio Campolo Alcalde.